# Бенгела (провінція)
Бенгела (порт. Benguela) — провінція Анголи. Центр — місто Бенгела, площа 31 788 км². Згідно зі статистикою 1988 року, в провінції проживало 297 700 міських і 308 800 сільських жителів, населення провінції становило 606 500 осіб  [Архівовано 27 травня 2012 у Archive.is]. На 2005 рік населення провінції становило 939 000 осіб.
Виходить до Атлантичного океану. На півдні межує з провінціями Намібе і Уїла, на півночі — з провінцією Південна Кванза, на сході — з Уамбо.
Муніципалітети (порт. município) провінції:
- Байя-Фарт
- Баломбо
- Бенгела
- Бокой
- Ганда
- Куба
- Каїмбамбо
- Лобіту
- Чонгорої